# André van Duin
André van Duin, artiestennaam van Adrianus Marinus (Adri) Kyvon (Rotterdam, 20 februari 1947), is een Nederlands komiek, revueartiest, zanger, acteur, regisseur, presentator, tekstschrijver en programmamaker. Het Algemeen Dagblad noemde hem in 2017 'ruim een halve eeuw Nederlands grootste volkskomiek'. Ook in Vlaanderen is Van Duin een zeer populaire komiek en televisiepersoonlijkheid.
Al vanaf het begin van zijn carrière nam Van Duin singles op. De tamme boerenzoon (1974), Willempie (1976), 'k Heb hele grote bloemkoole (1979), Nederland, die heeft de bal (1980), Er staat een paard in de gang (1981), Als je huilt / Bim bam (1982), Als de zon schijnt (1983), De heidezangers (1983), Pizzalied (1993) en De balletjes van de koningin (2009) behoren tot zijn grootste hits.

## Biografie
André van Duin werd in 1947 geboren in de Watergeusstraat in Rotterdam-West als Adrianus Marinus Kloot. Zijn vader werkte als magazijnbediende bij de Rotterdamsche Droogdok Maatschappij. Van Duin zag daar als kleine jongen op personeelsfeesten optredens van onder anderen Johnny Kraaykamp en Rita Corita. Hierop bekwaamde hij zich in het imiteren van bekende Nederlanders. Op de lagere school viel Van Duin niet alleen op vanwege zijn rode haar, maar ook door deze imitaties en zijn gevoel voor humor.
Na de lagere school ging Van Duin naar de ambachtsschool voor een opleiding als machinebankwerker. Zijn grote interesse bleef echter het parodiëren van artiesten, al waren zijn leerkrachten vaak niet blij met de momenten die Van Duin koos voor zijn imitaties.

## Carrière

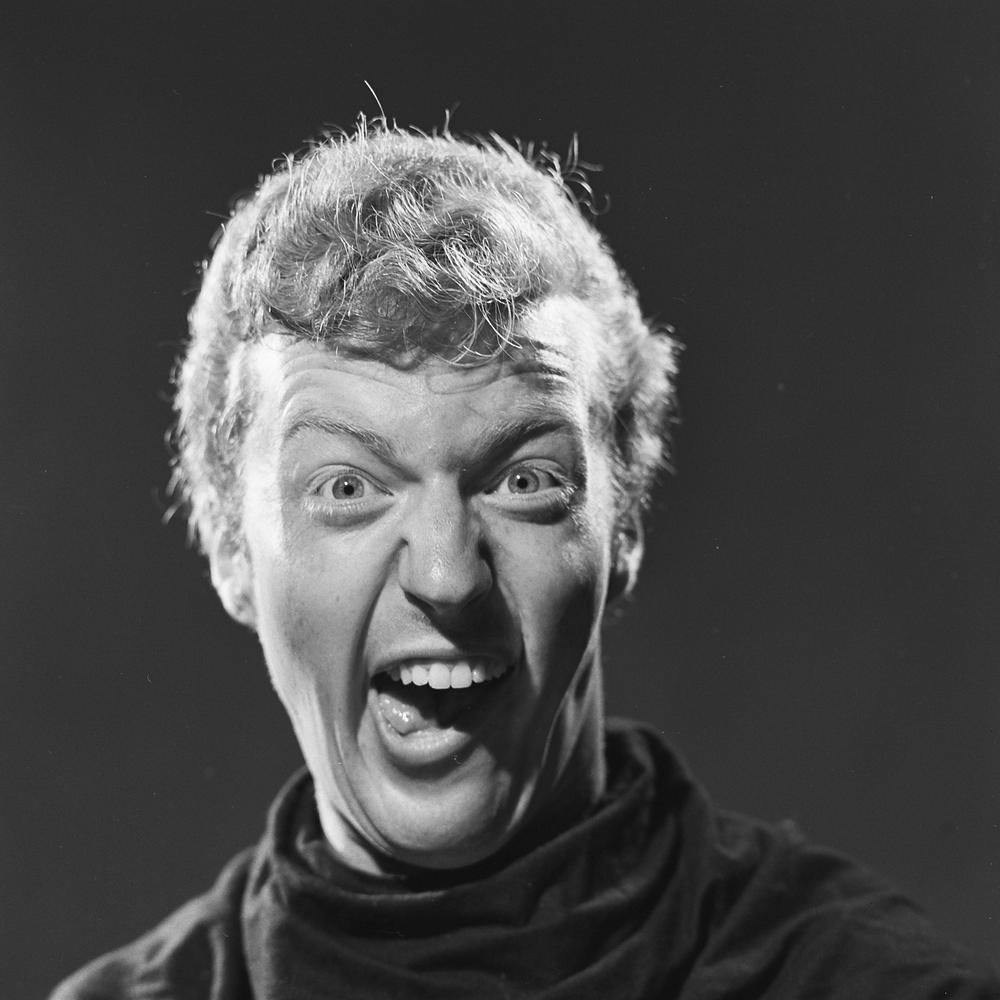
André van Duin in het televisieprogramma Een avondje teevee met André (1969)

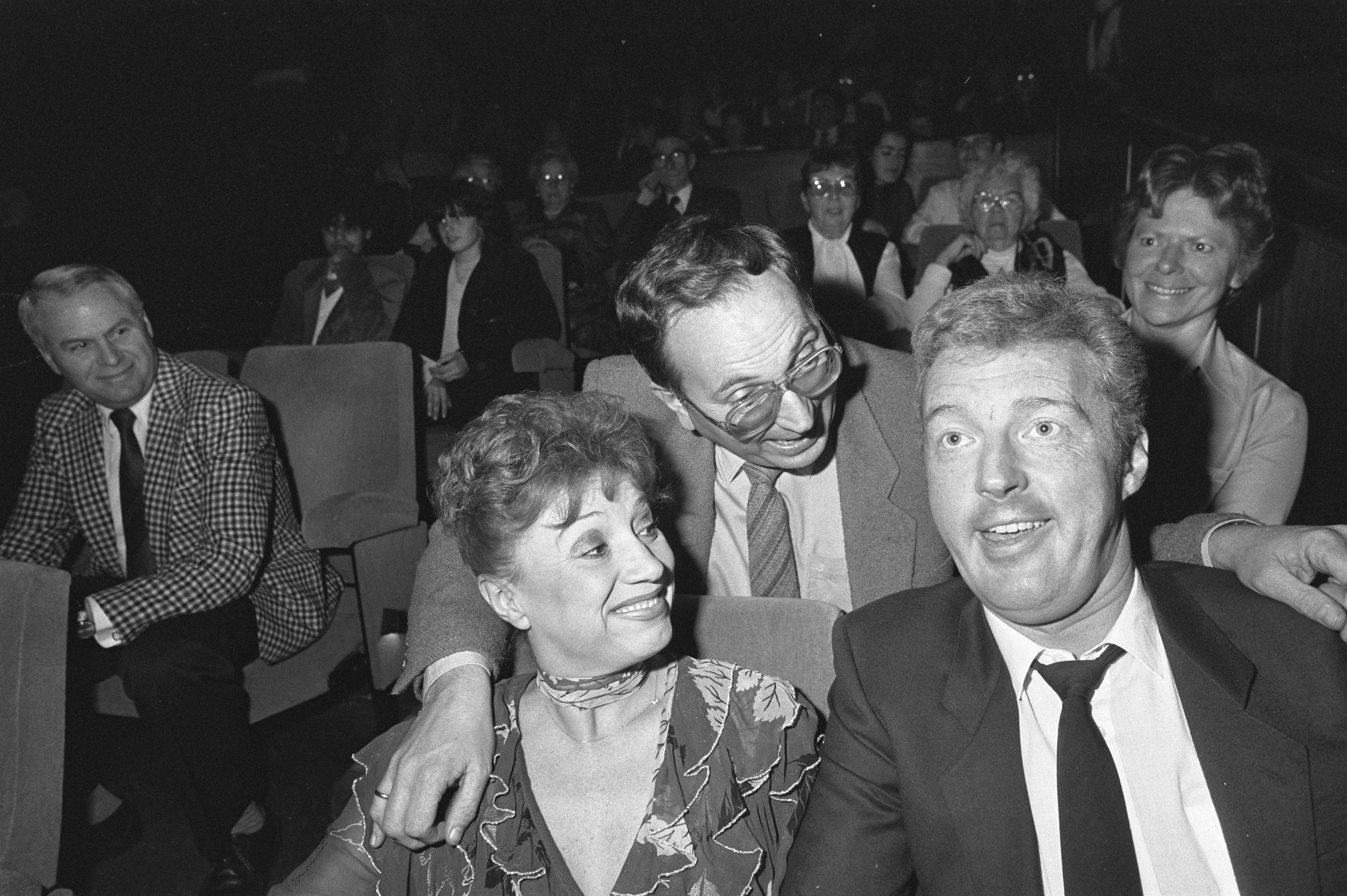
Film van André van Duin "Ik ben Joep Meloen" in première. Corrie van Gorp, Frans van Dusschoten en André van Duin (1981).

Hij typte in september 1962 een open sollicitatiebrief aan de chefs lichte muziek van de verschillende omroepen. Deze ondertekende hij met zijn artiestennaam, André van Duin, want hij vreesde met zijn echte achternaam niet serieus te worden genomen. Hij werd afgewezen, maar bleef het proberen. Intussen vond hij werk als jongste bediende bij een Rotterdams verzekeringskantoor. In 1964 hadden zijn brieven succes. Hij mocht een aantal optredens verzorgen voor het radioprogramma Minjon. Van Duin was toen zestien jaar.
In datzelfde jaar organiseerde de AVRO de talentenjacht Nieuwe Oogst. Van Duin meldde zich meteen aan. Hij doorliep de voorrondes met gemak. Op 24 juni 1964 won hij de finale: hij kreeg een bokaal en een optreden in de Zaterdagavondshow van Willy en Willeke Alberti. Zo brak hij definitief door als Van Duin. Twee weken later, op 8 augustus 1964, vormde zijn bandparodie het voorprogramma van het legendarische optreden van de Rolling Stones in het Kurhaus. Hierna kreeg hij veel aanbiedingen. Van Duin zocht en kreeg managers: Theo Rekkers en Huug Kok, oftewel De Spelbrekers. Al snel richtten ze André van Duin Producties op. In 1966 werd bij koninklijk besluit een vertaling van zijn oorspronkelijke achternaam officieel veranderd in Kyvon.

### Theater
Vanaf 1969 trad Van Duin op als gast in onder meer de Rudi Carrell Show, De Mounties en Oebele. Ook toerde hij door de Nederlandse Antillen en Suriname. In 1969 stond hij tevens voor het eerst professioneel in het theater, als onderdeel van de Snip-en-Snaprevue. Zijn aandeel was de toen al bekende, ruim tien minuten durende act, van gekkebekkentrekker bij lollig aan elkaar gemonteerde uitspraken.
In 1970 ging een lang gekoesterde wens van Van Duin in vervulling. Onder leiding van Joop van den Ende Theaterproducties bracht hij een eigen revue: 'n Lach in de ruimte. De revue trok twee jaar door Nederland. Sidekicks waren Frans van Dusschoten en Ria Valk. Er zou een reeks van revues volgen. Corrie van Gorp en Van Dusschoten waren daarin zijn belangrijkste medespelers.
In 2004 vierde Van Duin zijn 40-jarig artiestenjubileum. Naar aanleiding hiervan ging hij na lange tijd weer het land in met een nieuwe theatershow. Deze werd zo succesvol dat hij een tweede show maakte. In 2011 ging de show Ja hoor... daar is ie weer! in première. Van Duin deed deze samen met Ron Brandsteder en Anne-Marie Jung.
Met een jarenlange carrière als grappenmaker op zak heeft hij zich op latere leeftijd opnieuw uitgevonden als acteur. In 2015 maakte Van Duin in de rol van Willie zijn debuut als acteur in een toneelstuk. Het was voor het eerst dat hij een serieuze toneelrol op zich nam en zich niet kon verstoppen achter een typetje. Samen met Kees Hulst speelde hij een variétéduo in het komische toneelstuk The Sunshine Boys dat over twee komieken ging die, na jaren ruzie, nog één keer proberen om samen op te treden.

### Televisie

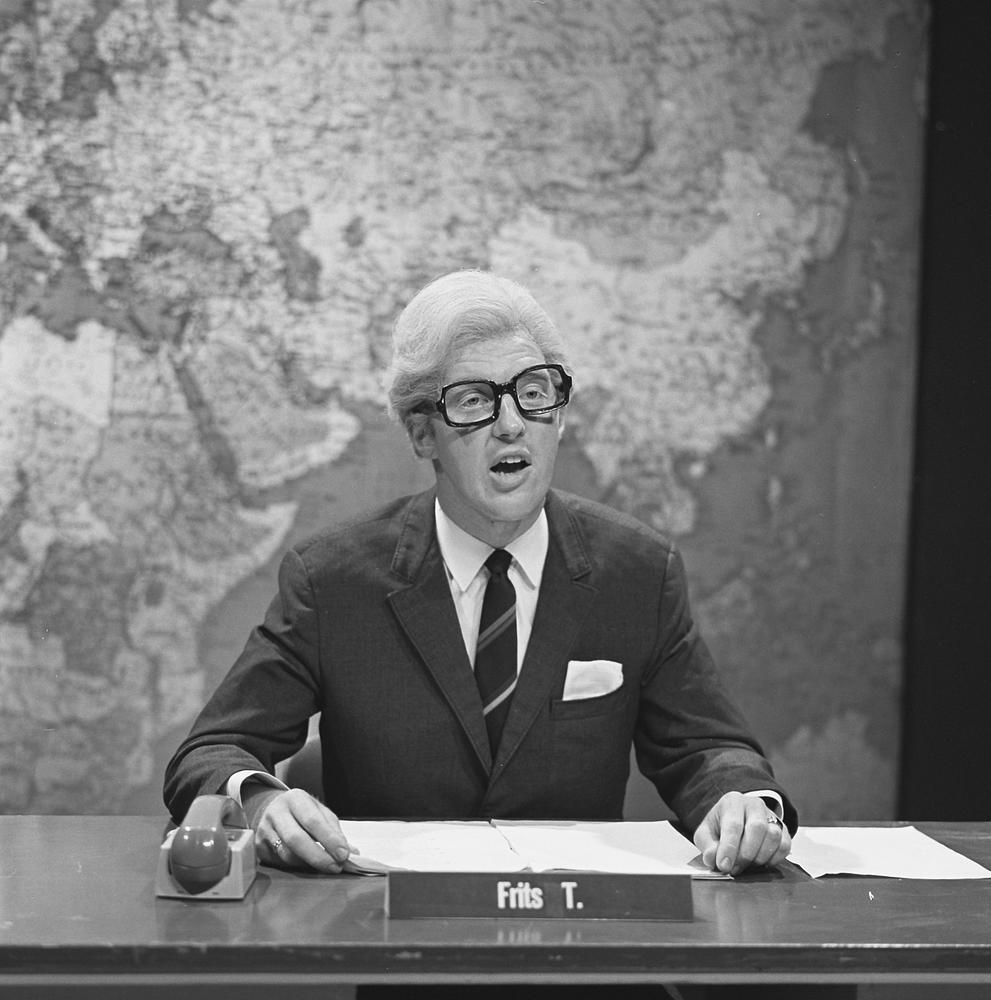
persiflage van Van Duin als nieuwslezer Frits Thors in 1969

Vanaf 1967 was Van Duin regelmatig te zien op de Nederlandse televisie. In 1969 maakte Van Duin onder regie van Guus Verstraete jr. vijf televisieshows voor de AVRO met de titel Een avondje teevee met André. In 1972 vertolkte hij de rol van Toon Bulthuis in de televisieserie Het meisje met de blauwe hoed naar het boek van Johan Fabricius.
In 1973 ontstond het radioprogramma de Dik voor Mekaar Show, dat in de jaren 70 en 80 erg populair was. Van 1977 tot 1979 ontstond daaruit een televisiereeks van de Dik Voormekaar Show.
In 1978 en 1979 presenteerde hij het TROS-programma Te land, ter zee en in de lucht. Hij beperkte zich niet tot presenteren, maar gedroeg zich tijdens het programma ook als komiek. Tijdens een muzikaal intermezzo van Luv' ging hij bijvoorbeeld tussen de meiden staan en als typetje meedansen en -zingen. Verder maakte hij zich onsterfelijk als commentator. René Stokvis had namelijk het idee dat ze, behalve Van Duin, eigenlijk nog een tweede presentator moesten hebben die de voice-over deed. De TROS zette een leeg hokje op het terrein en in dat hokje zat ene meneer Vreugdevol, die zogenaamd commentaar gaf in gezelschap van tuinman Pol in de Grond, eveneens een typetje van Van Duin ("M'n gras, me gras!" als er een auto in de berm belandde). Op geheel eigen wijze begeleidde Van Duin de deelnemers met komisch commentaar. In de aftitelingen van 1979 stond dit typetje vermeld met 'commentaar: de heer Vreugdevol'.
Per 1988 presenteerde Van Duin voor de TROS het programma Animal Crackers, dat in 1989 Wegtrekkers & Animal Crackers ging heten. Hierin werden filmpjes van dierentuindieren door hem van grappige voice-overs voorzien. Als Jaap Aap deed hij hetzelfde met beelden uit de actualiteit. Het bekendst hieruit was De minuut van Ruud, waarin hij de stem insprak van Ruud Lubbers. Hij sloot altijd af met de uitspraak: "Tuut tuut tuut, de groetjes van Ruud." Vanaf 1990 gaat Wegtrekkers & Animal Crackers over naar RTL 4, met in eerste instantie de titel Jaap Aap's Mediamangel.
Van 1990 tot 2000 speelde Van Duin samen met Ron Brandsteder de door Caroline Tensen gepresenteerde RTL 4-quiz Wie ben ik?
De Dik Voormekaar Show, in 2009 geschreven en gepresenteerd door André van Duin en Ferry de Groot, keerde dat jaar in twaalf afleveringen terug op televisie bij de TROS. Bij Nederland 1 op de zaterdagavond verving Van Duin een jaar later Paul de Leeuw, die in deze zendtijd X de Leeuw had gepresenteerd door Van Duin op z'n best. Dit was een compilatieprogramma met oud en nieuw materiaal van de komiek Van Duin. In 2013 startte een nieuwe serie Animal Crackers. In 2014 maakte Van Duin, samen met de TROS, zestien afleveringen van 50 jaar Van Duin. Hierin bezocht het typetje Jan Wijdbeens (André van Duin) een speciale gast met wie hij (als zichzelf in een dubbelrol of met een bekende Nederlander) leuke of dierbare herinneringen deelt. Samen kijken ze terug naar de leukste scènes uit Van Duins artiestenoeuvre en een breed scala aan optredens. Het weekblad Donald Duck wijdde een speciale editie aan de komiek, vanwege zijn vijftigjarig artiestenjubileum. Dit vierde Van Duin in het Beatrix Theater te Utrecht met een speciaal gala, dat AVROTROS een paar weken later op televisie uitzond.
In 2016 nam hij de presentatie van het programma Heel Holland Bakt over van Martine Bijl, na haar hersenbloeding in 2015. Dit zou aanvankelijk tijdelijk zijn, maar Bijl overleed waardoor Van Duin haar definitief had opgevolgd.
In 2017 en 2019 speelde Van Duin in de dramaserie Het geheime dagboek van Hendrik Groen van Omroep MAX. In deze dramaserie, gebaseerd op het boek Pogingen iets van het leven te maken van de Nederlandse schrijver Hendrik Groen speelde hij met onder anderen Kees Hulst en Olga Zuiderhoek een hoofdrol.
In 2018 keerde Van Duin met Animal Crackers tijdelijk terug in de slotminuut van het praatprogramma Tijd voor MAX. Daarnaast kwam hij met het programma De Nieuwe Lekkerbek, waarin naar vernieuwende snacks werd gezocht, op televisie.
Samen met Janny van der Heijden, met wie Van Duin al samenwerkte in het televisieprogramma Heel Holland Bakt, verkent hij, vooral vanaf het water, delen van Nederland. De eerste uitzending van Denkend aan Holland, bij Omroep MAX op NPO 1, was op 5 augustus 2019. Dit programma was in de zomers van 2020 en 2021 eveneens op televisie te zien. De Elfstedentocht legden zij samen al varend in vijf afleveringen in januari 2022 af.
In 2019 begon Van Duin samen met Anne-Marie Jung de serie Wat een Verhaal, waarin acteurs ingezonden verhalen naspelen. In datzelfde jaar werd hij genomineerd voor de Zilveren Televizier-ster, samen met Arjen Lubach en de uiteindelijke winnaar Beau van Erven Dorens.
Op 20 maart 2020 was hij gast bij De Wereld Draait Door en bracht een Nederlandse vertaling van La bohème, een nummer van Charles Aznavour.
Op 4 mei 2021 was Van Duin een van de sprekers tijdens de Nationale Dodenherdenking op de Dam.
In 2021 en 2022 presenteerde Van Duin twee seizoenen het televisieprogramma De Grote Kleine Treinencompetitie.

### Radio
In 1973 begon Van Duin samen met Ferry de Groot met de Dik Voormekaar Show op de radio. Eerst (1972-1973) bij Radio Noordzee (waar hij moest vertrekken toen hij directeur John de Mol sr. voor gek zette). Bij Noordzee heette het programma aanvankelijk De abominabele top 2000. Met ingang van 7 januari 1973 presenteerde Van Duin deze show elke zondagmorgen tussen 11.00 en 12.00 uur. Vanaf het begin was de persoon Dik Voormekaar wekelijks in de uitzending aanwezig. Hij verzorgde de rubriek Hobbykwartier. Vanwege de populariteit van Dik Voormekaar werd na tien uitzendingen besloten om de naam van het programma te wijzigen in de Dik Voormekaar Show. Tussen 1975 en 1985 werd de show door de NCRV op de zaterdagochtend tussen 11:30 en 12:00 uur op Hilversum 3 uitgezonden (later van 13:30 tot 14:00) en weer later (2000-2003) door de TROS op Radio 3FM. De slome meneer De Groot, de opvliegerige Ome Joop (Van Duin zelf: "Nee, nou wordt-ie mooi!") en de sullige Harry Nak (ook weer door Van Duin: "Daar is de koffie!" en "Nou, ontzettend") vervulden daarin de hoofdrollen. Op meneer De Groot en Toos na, deed Van Duin alle stemmen in het programma.
Op 9 juli 1987 presenteerde Van Duin als de zogenaamde broer van dj Ferry Maat genaamd Tom Maat, als invaller op de TROS donderdag op Radio 3 de Nationale Hitparade Top 100 van 16:00 tot 18:00 uur.

### Speelfilms
Een compilatie van sketches, opgenomen tijdens theaterrevues in het land, kwam in 1976 in de Nederlandse bioscopen als Andrė van Duin's pretfilm.
Van Duin speelde hoofdrollen in verscheidene Nederlandse speelfilms, zoals Joep Meloen in Ik ben Joep Meloen en de rondreizende kiezentrekker Fred van de Zee alias professor Pasdupain in De boezemvriend (een persiflage op de novelle De revisor van Nikolaj Gogol). Ook maakte hij enkele andere producties, waaronder een kerstshow bij de TROS in 1978 en in 1982 de musical Boem-Boem.
In 2017 vierden André Rieu en zijn Johann Strauß Orchestra hun 30-jarige jubileum in 60 bioscopen in heel Nederland. Het concert op het Vrijthof in Maastricht werd semi-live op 22 en 23 juli op het witte doek vertoond. Van Duin was te zien als gastheer van de vertoningen en in het voorprogramma interviewde hij Rieu. Daarnaast verleende Van Duin zijn stem aan de natuurdocumentaire Wild. De film was vanaf februari 2018 in de Nederlandse bioscopen te zien. In 2020 werkten Van Duin en Rieu opnieuw samen. Vanwege de coronacrisis moesten de fans het zonder de Vrijthofconcerten stellen. Met de bioscoopvoorstelling kwam Rieu de fans tegemoet. Opnieuw praatte Van Duin de verschillende beelden aan elkaar.
In december 2024 was Van Duin te horen als verteller in de bioscoopfilm Dikkie Dik 2: Een nieuwe vriend voor Dikkie Dik.

### Muziek
In 1965 kwam Van Duins eerste single uit bij Philips: Hé! Hé! (Ik heet André), bekend van zijn optreden bij Willy en Willeke Alberti. Zijn tweede single, uit 1965, was Stoele stoele, een persiflage op Wooly bully van Sam the Sham & the Pharaohs. (Veel) meer persiflages volgden. Soms werd Van Duins persiflage een grotere hit dan het origineel. Zo bereikte Van Duin met Doorgaan de zesde plaats in de Nationale Hitparade, terwijl het origineel van Ramses Shaffy niet verder kwam dan nummer 22. Van Duin bracht ook oorspronkelijk werk, zoals Jo met de jojo en Family story, in 1973 geschreven door Bas en Aad van Toor.
Van Duin heeft ook een aantal carnavalskrakers opgenomen. Hieronder vallen onder meer Willempie (1976), 'k Heb hele grote bloemkoole (1979), Er staat een paard in de gang/Flip Fluitketel (1981), Joep Meloen (1982), Gatzdeladigee (1983), Wij zijn de vuilnisman (1984), Mijn opoe heeft een zadel op d'r rug (1985) en De balletjes van de koningin (2009). Van Duin schreef daarnaast ook carnavalsnummers voor onder meer Corrie van Gorp en Ria Valk.
Willempie was een groot succes. Het nummer stond drie weken op de eerste plaats van de Nederlandse top 40. Willempie ging over een verstandelijk minder begaafd iemand. Sommigen vatten het op als de spot drijven met verstandelijk gehandicapten. Ouders en verzorgers van verstandelijk gehandicapten spanden een kort geding aan, omdat Willempie volgens hen een karikatuur van de verstandelijk gehandicapte medemens zou zijn, waarbij deze in zijn menselijke waardigheid zou worden aangetast. AVRO's Toppop, dat de Nationale hitparade volgde, toonde het nummer daarom enige tijd niet. Van Duin voorkwam de rechtszaak door in Toppop zijn excuses aan te bieden voor het onopzettelijk kwetsen van de betrokkenen.
Serieuzer werk bracht Van Duin met enige regelmaat in albumvorm, zoals de vijfdelige And're André-serie, Wij (1982), Wij Twee (1984), Zing (1987, met vertalingen van nummers van Perry Como), Recht uit het hart (1999) en Van Duin zingt Sonneveld (2016, met liedjes van Wim Sonneveld). Met Mijn allergrootste fan uit 1982 behaalde Van Duin jaarlijks de Evergreen Top 1000. In 2016 verscheen het kinderluisterboek De bron van de lach, waarin een prominente rol is weggelegd voor Van Duin als cartoonfiguur. Van Duin gaat op zoek naar de bron van de lach. Kinderen komen gedurende het verhaal de vreemdste figuren en beroemde komieken tegen.

Van Duin is ook een graag geziene gast bij collega-artiesten. In 2009 en 2013 was Van Duin gastartiest bij een reeks concerten van André Rieu in de Amsterdam ArenA en op het Vrijthof in Maastricht. Op 30 april 2013 gaven Van Duin en Rieu op het Museumplein in Amsterdam een concert als afsluiting van de feestelijkheden rond de inhuldiging van koning Willem-Alexander en koningin Máxima eerder die dag. Een jaar later was hij gastartiest tijdens de vier concerten van De Toppers in de Amsterdam ArenA.

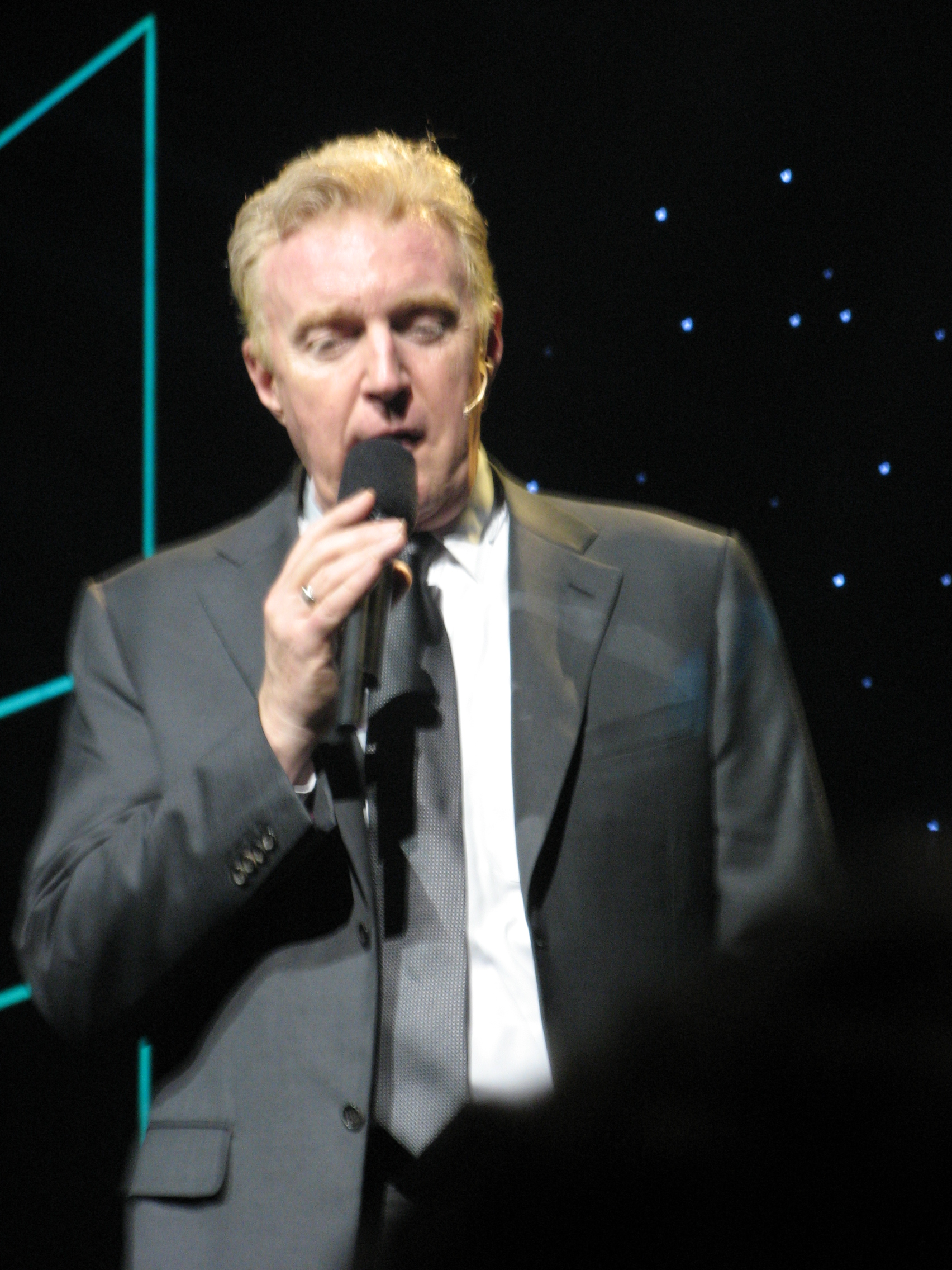
André van Duin (2008)

Hij bracht in 2021 het nummer Voor altijd uit, samen met Danny Vera. Dit presenteerde hij bij het programma Matthijs gaat door. Het lied gaat over zijn partner, die een jaar daarvoor was overleden. Dit lied bracht veel lovende reacties bij de kijkers teweeg.
In 2022 was Van Duin gastartiest bij Even tot hier, waar hij een bewerking van Een boutje en een moertje en een schroefje en een nippeltje ten gehore bracht, genaamd USB-C Aansluiting. In het najaar van 2023 zong Van Duin de titelsong in van de bioscoopfilm Neem me mee.

## Onderscheidingen en ander eerbetoon
Door Veronica werd Van Duin in 1976 uitgeroepen tot de populairste zanger van Nederland. Dit was een gedeelde eerste plaats samen met Jack Jersey.
Op 2 december 1985 ontving Van Duin in een rechtstreekse uitzending van de TV Show van Ivo Niehe de Johan Kaartprijs 1985 voor zijn revuewerk. Het bijbehorende, door Pieter de Monchy vervaardigde, bronzen beeldje van de naamgever van de prijs werd hem uitgereikt door Wim Bary, voorzitter van de Stichting ter Bevordering van de Blijspel- & Kluchtkunst.
In 1992 ontving hij de Gouden driehoek, in 1993 een oeuvreprijs uit handen van Guus Verstraete, in 2006 de tweede Toon Hermans Award en in 2017 de Bob Angelo-penning van het COC voor "de vanzelfsprekende wijze waarop hij als zeer bekende Nederlander al bijna een halve eeuw bijdraagt aan de acceptatie van homoseksualiteit".
Op 29 april 2011 werd Van Duin bevorderd tot officier in de Orde van Oranje-Nassau nadat hij in 1993 tot ridder werd benoemd.
Op 24 januari 2011 kreeg Van Duin de Beeld en Geluid Oeuvre Award 2010.
In november 2014 ontving Van Duin de Frans Banninck Cocqpenning van de stad Amsterdam.
Op 21 juni 2018 mocht Van Duin de Ere Zilveren Nipkowschijf in ontvangst nemen.
Op 7 september 2020 kreeg Van Duin in de uitzending van Tijd voor MAX de Media Oeuvre Award 2020 uit handen van Ron Brandsteder.
Op 14 oktober 2021 won Van Duin de Televizier-Ster in de categorie Beste presentator.
Op 31 januari 2022 werd bekend dat hij Omroepman van het Jaar 2021 is geworden.
Om zijn 75e verjaardag luister bij te zetten is een standbeeld onthuld.
In december 2023 ontving Van Duin de NPO Radio 5 Evergreen Award.
Op 25 juni 2024 ontving Van Duin de Stadspenning de Rotterdammert tijdens zijn 60-jarig jubileumconcert in het nieuwe Luxor Theater in Rotterdam. Het concert werd op 1 januari 2025 uitgezonden op televisiezender NPO 1 (omroep MAX). Naar die uitzending keken 1.304.000 mensen.
Op 17 oktober 2024 ontving Van Duin de Gouden Televizier Oeuvre-Ring, voor zijn jarenlange verdiensten voor de Nederlandse televisie.
Van 26 maart tot 22 juni 2025 was in het Nederlands Instituut voor Beeld en Geluid de Pop-up Expo De Typetjes van André te bezichtigen. De expositie bestond onder meer uit een groot deel van de persoonlijke collectie van Van Duin, die hij aan Beeld en Geluid heeft geschonken. Deze schenking was ook de aanleiding voor de expositie. Verder kon men een groot aantal legendarische televisiefragmenten met zijn bekendste sketches bekijken.
Op 3 juli 2025 ontving Van Duin de onderscheiding officier in de Kroonorde van België omdat hij de banden versterkt tussen Nederland en Vlaanderen.

## Privé
Vanaf 1974 had Van Duin een relatie met Wim van der Pluijm, met wie hij een aantal jaren op Aruba woonde. Na het overlijden van Wim in 1995 keerde hij terug naar Nederland, waar hij in het centrum van Amsterdam is gaan wonen.
Op 23 december 2006 trouwde Van Duin met Martin Elferink, die hij al vijftien jaar kende, na een relatie van vier jaar met hem. Op 13 januari 2020 overleed Elferink op 55-jarige leeftijd aan de gevolgen van botkanker.
Van Duin bleek in de zomer van 2020 zelf darmkanker te hebben. Hieraan is hij in januari 2021 geopereerd.
In februari 2022 maakte Van Duin zijn nieuwe relatie bekend met Fernando Reyes.

## Lijst met televisieprogramma's
| Jaar                   | Naam                                                                             | Omroep                            | Rol                                                                               |
| ---------------------- | -------------------------------------------------------------------------------- | --------------------------------- | --------------------------------------------------------------------------------- |
| 1969                   | Een avondje tevee met André                                                      | AVRO                              |                                                                                   |
| 1970                   | De André van Duin show                                                           | AVRO                              | meerdere rollen, met Sylvia de Leur, regie Rob Touber                             |
| 1971                   | Oebele                                                                           | KRO                               | Mr. Clean O Clean                                                                 |
| 1972                   | De André van Duin show                                                           | AVRO                              |                                                                                   |
| 1972                   | Het meisje met de blauwe hoed                                                    | NCRV                              | Toon Bulthuis                                                                     |
| 1973                   | Time is Money: een drukke dag uit het leven van André van Duin                   | NCRV                              |                                                                                   |
| 1974                   | Dag dag heerlijke lach (revue)                                                   | TROS                              |                                                                                   |
| 1975                   | André van Duin's Pretmachine                                                     | TROS                              |                                                                                   |
| 1976                   | André van Duin's Pretfilm (film)                                                 |                                   |                                                                                   |
| 1976                   | Hotel de Botel                                                                   | TROS                              | Koos Overwater                                                                    |
| 1976                   | De Lachcarrousel (revue)                                                         |                                   |                                                                                   |
| 1977-1979, 2009        | Dik Voormekaar Show                                                              | TROS                              |                                                                                   |
| 1978                   | André's kerstshow                                                                | TROS                              |                                                                                   |
| 1978                   | TROS Top 50                                                                      | TROS                              |                                                                                   |
| 1978-1979              | Te land, ter zee en in de lucht                                                  | TROS                              | Meneer Vreugdevol                                                                 |
| 1979                   | Lach om het leven                                                                |                                   |                                                                                   |
| 1979                   | André van Duin solo                                                              |                                   |                                                                                   |
| 1979                   | André van Duin's jubileumshow                                                    |                                   |                                                                                   |
| 1980                   | André Alaaf                                                                      |                                   |                                                                                   |
| 1980                   | Dag '80, hallo '81                                                               | TROS                              |                                                                                   |
| 1981                   | Flip Fluitketel Show                                                             | TROS                              |                                                                                   |
| 1981                   | Ik ben Joep Meloen (film)                                                        |                                   | Joep Meloen                                                                       |
| 1981                   | Op en Top André                                                                  |                                   | Joep Meloen                                                                       |
| 1982                   | Boem-Boem                                                                        |                                   | meerdere rollen                                                                   |
| 1982                   | André's Comedyparade                                                             |                                   |                                                                                   |
| 1982                   | De boezemvriend (film)                                                           |                                   | Fred van der Zee, professor Pasdupain                                             |
| 1983                   | De Tele Thuis show                                                               |                                   |                                                                                   |
| 1983                   | Dag '83, hallo '84                                                               | TROS                              |                                                                                   |
| 1987                   | Moordspel                                                                        | TROS                              | panellid (eenmalig)                                                               |
| 1987                   | De Ep Oorklep Show                                                               | TROS                              | Ep Oorklep (en andere rollen)                                                     |
| 1987                   | Op dolle toeren                                                                  |                                   |                                                                                   |
| 1988, 1990, 2013, 2018 | Animal Crackers                                                                  | TROS, RTL 4, AVROTROS, Omroep MAX | programmamaker                                                                    |
| 1989                   | Gala voor André                                                                  | TROS                              | hoofdgast                                                                         |
| 1990-2001              | Wie ben ik?                                                                      | RTL 4                             | teamcaptain met Ron Brandsteder, presentatie Caroline Tensen en Mariska van Kolck |
| 1991                   | Jaap Aap Show                                                                    | RTL 4                             | programmamaker                                                                    |
| 1993                   | De van Duin Show                                                                 | RTL 4                             | presentator                                                                       |
| 1994-1995              | Bij van Duin                                                                     | RTL 4                             | presentator                                                                       |
| 1995                   | Actie voor WNF & De André en Loretta Show                                        | RTL 4                             | als Wout Regenwoud                                                                |
| 1995-1998              | De André van Duin show                                                           | RTL 4                             | presentator                                                                       |
| 1996                   | Lach mee met André                                                               | RTL 4                             |                                                                                   |
| 1997-1998              | Crazy Race                                                                       | RTL 4                             | presentator/commentator                                                           |
| 1998                   | Pittige tijden                                                                   | RTL 4                             | gastrol: meneer Wijdbeens                                                         |
| 1998                   | André's Comedy Club                                                              | RTL 4                             | diverse rollen                                                                    |
| 1999                   | Sterrenflat                                                                      | RTL 4                             | vaste rol                                                                         |
| 2000                   | Bij Ron of André                                                                 | RTL 4                             | teamcaptain met Ron Brandsteder, presentatie Mariska van Kolck                    |
| 2000-2002              | Ron & André's Bingopaleis                                                        | RTL 4                             | presentator met Ron Brandsteder (2000-2002) en Elle van Rijn (2002)               |
| 2002                   | André & Willeke's Sterrenbingo                                                   | TROS                              | co-presentator met Willeke Alberti                                                |
| 2002                   | André's bingogetallen                                                            | TROS                              | presentator                                                                       |
| 2005                   | Frans en André (eenmalig programma rond het overlijden van Frans van Dusschoten) | TROS                              |                                                                                   |
| 2006                   | Typisch Van Duin                                                                 | Talpa                             |                                                                                   |
| 2008                   | Toen was geluk heel gewoon (afl. De bijna-doodervaring)                          | KRO                               | dokter Hornstra                                                                   |
| 2009                   | Van Duin op z'n best                                                             | TROS                              |                                                                                   |
| 2010, 2011-2013        | Wie van de Drie                                                                  | Omroep MAX                        | vast panellid                                                                     |
| 2013                   | 't Schaep in Mokum                                                               | KRO                               | Petrus, bewaker van de Hemelpoort                                                 |
| 2014                   | Alle 100 op een Rij                                                              | Omroep MAX                        | presentator                                                                       |
| 2014                   | 50 jaar Van Duin - 50 jaar TROS                                                  | TROS                              |                                                                                   |
| 2015                   | Popster!                                                                         | SBS                               | co-presentator (als Jan Wijdbeens) met Kim-Lian van der Meij                      |
| 2016                   | Tijd voor MAX                                                                    | Omroep MAX                        | co-presentator met Martine van Os of Sybrand Niessen                              |
| 2016-heden             | Heel Holland Bakt                                                                | Omroep MAX                        | presentator                                                                       |
| 2016-2019              | Smaakt naar meer                                                                 | Omroep MAX                        | presentator                                                                       |
| 2017-2019              | Het geheime dagboek van Hendrik Groen                                            | Omroep MAX                        | Evert Duiker                                                                      |
| 2017-2020              | De Wereld Draait Door                                                            | BNNVARA                           | zichzelf, tafelheer                                                               |
| 2018                   | Wild (natuurdocumentaire)                                                        |                                   | voice-over                                                                        |
| 2018                   | De Nieuwe Lekkerbek                                                              | Omroep MAX                        | presentator met Marlijn Weerdenburg en Janny van der Heijden                      |
| 2019                   | Wat een verhaal                                                                  | Omroep MAX                        | presentator met Anne-Marie Jung                                                   |
| 2019-heden             | Denkend aan Holland                                                              | Omroep MAX                        | presentator met Janny van der Heijden                                             |
| 2020-heden             | Doorbakken                                                                       | Omroep MAX                        | presentator                                                                       |
| 2020-2021              | Heel Holland Bakt Kids                                                           | Omroep MAX                        | presentator                                                                       |
| 2021                   | Nationale Dodenherdenking                                                        | NOS                               | spreker                                                                           |
| 2021-2024              | De Grote Kleine Treinencompetitie                                                | Omroep MAX                        | presentator                                                                       |
| 2022                   | Scrooge Live                                                                     | Omroep MAX                        | rol van de collectant (samen met Janny van der Heijden)                           |
| 2023-2024              | Bij Van Duin op de achterbank                                                    | Omroep MAX                        | presentator                                                                       |
| 2025                   | Het Max Orkest                                                                   | Omroep MAX                        | presentator                                                                       |

## Lijst met theaterprogramma's
| Seizoen    | Titel                                                     | Uitvoerenden |
| ---------- | --------------------------------------------------------- | --- |
| 1968–1969  | Oost West UIT best (Snip & Snap Revue)                    | Willy Walden, Piet Muijselaar, Aase Rasmussen, André van Duin, Donald Jones, Louis Dusée, Diana Floodgate, Lily Kok, Cindy Peters, Jessica van Olden, Perry Cavallo, Bert Buitenhuis, Robert Eek, Theo van Kraalingen, Dick Laan, Hans de Jong |
| 1969–1971  | 'n Lach in de Ruimte                                      | André van Duin, Frans van Dusschoten, Ria Valk, Gino & Gina Manelli, Nicole, Joop van den Ende |
| 1972–1973  | Blij Blijven                                              | André van Duin, Frans van Dusschoten en Conny Vink, Duo Elmondo |
| 1973–1974  | Dag Dag Heerlijke Lach                                    | André van Duin, Frans van Dusschoten, Carry Tefsen, Willeke Alberti, Donald Jones, Nicole en Hugo |
| 1974–1975  | De Nieuwe Nederlandse Revue; André van Duin's Pretmachine | André van Duin, Frans van Dusschoten, Corrie van Gorp, Donald Jones |
| 1975–1976  | André van Duin's Lachcarrousel                            | André van Duin, Frans van Dusschoten, Willeke Alberti, Corrie van Gorp, Donald Jones, Trio Los Alegres |
| 1976–1978  | De Nieuwe André van Duin Revue; Lach om het Leven         | André van Duin, Frans van Dusschoten / Frans Kokshoorn, Corrie van Gorp, Donald Jones, Conny Vandenbos, Diana Floodgate |
| 1978–1979  | De André van Duin Revue; Speciaal Voor U                  | André van Duin, Frans van Dusschoten, Corrie van Gorp |
| 1980–1981  | De André van Duin Show                                    | André van Duin, Frans van Dusschoten, Corrie van Gorp |
| 1983–1984  | Tele Theater Show                                         | André van Duin, Frans van Dusschoten, Corrie van Gorp, Hans Leendertse |
| 1984–1985  | 20 Jaar André: Een Reis om de Wereld in 180 minuten       | André van Duin, Frans van Dusschoten, Corrie van Gorp, Hans Otjes |
| 1987–1989  | André van Duin Revue; 100 Jaar Carré                      | André van Duin, Frans van Dusschoten, Simone Kleinsma, Hans Otjes |
| 1990–1991  | De Nieuwe André van Duin Revue; Pretfabriek               | André van Duin, René van Vooren, Marjolein Sligte, Suzanne Venneker, Dick Cohen |
| 1991–1993  | De Nieuwe André van Duin Revue; Tijd voor Theater         | André van Duin, Frans van Dusschoten, Suzanne Venneker, Dick Cohen, Hans Klok en Sittah |
| 2004–2005  | André van Duin Jubileumshow                               | André van Duin, Ron Brandsteder / Bert Kuizenga en Joke Bruijs |
| 2006       | De Nieuwe André van Duin Show                             | André van Duin, Ron Brandsteder en Joke Bruijs |
| 2007–2008  | André's Nieuwe Revue                                      | André van Duin, Ron Brandsteder en Ferry de Groot |
| 2011–2012  | Ja hoor... daar is ie weer!                               | André van Duin, Ron Brandsteder en Anne-Marie Jung |
| 2015, 2016 | The Sunshine Boys                                         | André van Duin, Kees Hulst, Olga Zuiderhoek/Marie Louise Stheins, Ferdi Stofmeel en Anna Jongen |

## Discografie

### Albums
| Album met eventuele hitnotering(en) in de Nederlandse Album Top 100 | Datum van verschijnen | Datum van binnenkomst | Hoogste positie | Aantal weken | Opmerkingen                                  |
| ------------------------------------------------------------------- | --------------------- | --------------------- | --------------- | ------------ | -------------------------------------------- |
| André van Duin                                                      | 1972                  | 08-07-1972            | 2               | 13           |                                              |
| André van Duin 2                                                    | 1973                  | -                     | -               | -            |                                              |
| De tamme boerenzoon                                                 | 1974                  | 20-07-1974            | 9               | 6            |                                              |
| Dag dag heerlijke lach                                              | 1975                  | 05-04-1975            | 12              | 10           |                                              |
| Dik Voormekaar                                                      | 1975                  | 14-06-1975            | 8               | 11           | als Dik Voormekaar Show / met Ferry de Groot |
| André van Duin's pretmachine                                        | 1975                  | 13-12-1975            | 25              | 4            |                                              |
| 10 Jaar                                                             | 1976                  | 19-06-1976            | 6               | 15           |                                              |
| André van Duin's pretfilm                                           | 1976                  | 28-08-1976            | 20              | 9            |                                              |
| Solo                                                                | 1977                  | 26-03-1977            | 21              | 9            |                                              |
| And're André                                                        | 1977                  | 10-09-1977            | 7               | 16           | Goud                                         |
| And're André 2                                                      | 1978                  | 09-09-1978            | 15              | 22           | Goud                                         |
| Kerstfeest met André                                                | 1978                  | 06-01-1979            | 34              | 3            |                                              |
| De grootste hits van André van Duin                                 | 1979                  | 10-03-1979            | 35              | 5            | Verzamelalbum                                |
| And're André 3                                                      | 1979                  | 15-12-1979            | 14              | 11           |                                              |
| Hit Voormekaarshow                                                  | 1980                  | 17-05-1980            | 29              | 7            | als Dik Voormekaar Show / met Ferry de Groot |
| And're André 4                                                      | 1980                  | 29-11-1980            | 21              | 10           |                                              |
| Feest met meneer en mevrouw De Bok                                  | 1981                  | 21-02-1981            | 37              | 4            | met Corrie van Gorp                          |
| Wij                                                                 | 1982                  | 02-10-1982            | 8               | 11           |                                              |
| Typisch André                                                       | 1983                  | 01-10-1983            | 8               | 8            |                                              |
| Wij twee                                                            | 1984                  | 29-09-1984            | 26              | 6            |                                              |
| And're André 5                                                      | 1985                  | 28-09-1985            | 43              | 7            |                                              |
| Zing                                                                | 1987                  | 24-10-1987            | 42              | 10           |                                              |
| Animal crackers                                                     | 1989                  | 18-11-1989            | 86              | 3            |                                              |
| 25 Jaar                                                             | 1989                  | 25-11-1989            | 60              | 6            |                                              |
| Dit ben ik                                                          | 1992                  | 10-10-1992            | 47              | 5            |                                              |
| The medleys                                                         | 1993                  | 18-12-1993            | 11              | 12           |                                              |
| Effe wachte...                                                      | 1993                  | 18-12-1993            | 11              | 13           |                                              |
| The summer medleys                                                  | 1994                  | 23-07-1994            | 59              | 7            |                                              |
| Bij Van Duin                                                        | 1994                  | -                     | -               | -            |                                              |
| Het beste uit de Dik Voormekaarshow & Lach of ik schiet show        | 1999                  | 20-02-1999            | 97              | 1            | als Dik Voormekaar Show / met Ferry de Groot |
| Recht uit het hart                                                  | 1999                  | 30-10-1999            | 30              | 12           |                                              |
| Z'n allergrootste hits                                              | 2001                  | 31-03-2001            | 57              | 5            | Verzamelalbum                                |
| Dubbel                                                              | 2010                  | 03-04-2010            | 6               | 13           | Verzamelalbum                                |
| Tijdloos                                                            | 17-02-2012            | 25-02-2012            | 36              | 7            | Verzamelalbum                                |
| Van Duin zingt Sonneveld                                            | 04-11-2016            | 12-11-2016            | 6               | 16           |                                              |
| 75 Jaar Gewoon Andre                                                | 18-02-2022            | -                     | -               | -            | Verzamelalbum                                |
| La Bohème                                                           | 22-11-2024            | 30-11-2024            | 6               | 2            |                                              |

| Album met hitnotering(en) in de Vlaamse Ultratop 200 albums | Datum van verschijnen | Datum van binnenkomst | Hoogste positie | Aantal weken | Opmerkingen    |
| ----------------------------------------------------------- | --------------------- | --------------------- | --------------- | ------------ | -------------- |
| Back to back                                                | 2015                  | 21-02-2015            | 12              | 14           | met Lange Jojo |
| Van Duin zingt Sonneveld                                    | 2016                  | 12-11-2016            | 132             | 1            |                |

### Singles
| Single met eventuele hitnotering(en) in de Nederlandse Top 40                           | Datum van verschijnen | Datum van binnenkomst | Hoogste positie | Aantal weken | Opmerkingen                                                                                      |
| --------------------------------------------------------------------------------------- | --------------------- | --------------------- | --------------- | ------------ | ------------------------------------------------------------------------------------------------ |
| Hé! hé! ik heet André                                                                   | 1965                  | -                     | -               | -            |                                                                                                  |
| Stoelen Stoelen                                                                         | 1965                  | -                     | -               | -            |                                                                                                  |
| Agata                                                                                   | 1970                  | -                     | -               | -            |                                                                                                  |
| 't Is raar                                                                              | 1970                  | -                     | -               | -            | met Ria Valk en Frans van Dusschoten                                                             |
| 't Mercasolkindje                                                                       | 1970                  | -                     | -               | -            |                                                                                                  |
| Angelique                                                                               | 1972                  | 18-03-1972            | 15              | 14           | Nr. 13 in de Daverende 30                                                                        |
| De zenuwpees                                                                            | 1972                  | 02-09-1972            | tip6            | -            |                                                                                                  |
| Het bananenlied / Jo met de jojo                                                        | 1972                  | 02-12-1972            | 3               | 12           | Nr. 3 in de Daverende 30                                                                         |
| La lala la lala la                                                                      | 1973                  | -                     | -               | -            |                                                                                                  |
| Het olied                                                                               | 1974                  | -                     | -               | -            |                                                                                                  |
| De tamme boerenzoon                                                                     | 1974                  | 13-07-1974            | 2               | 8            | Nr. 3 in de Nationale Hitparade                                                                  |
| De sambaballensamba                                                                     | 1975                  | 01-02-1975            | 4               | 6            | Nr. 2 in de Nationale Hitparade / Alarmschijf                                                    |
| Doorgaan                                                                                | 1975                  | 14-06-1975            | 8               | 6            | Nr. 6 in de Nationale Hitparade                                                                  |
| Willempie                                                                               | 1976                  | 17-01-1976            | 1(3wk)          | 9            | Nr. 1(3x) in de Nationale Hitparade                                                              |
| File                                                                                    | 1976                  | 17-04-1976            | tip3            | -            | Nr. 25 in de Nationale Hitparade                                                                 |
| Onzichtbare André                                                                       | 1976                  | 16-10-1976            | 6               | 8            | Nr. 9 in de Nationale Hitparade                                                                  |
| Ta-ta-ta / Ik wil met jou wel dansen maar m'n voeten doen zo zeer                       | 1977                  | 05-02-1977            | 9               | 5            | Nr. 6 in de Nationale Hitparade                                                                  |
| Nee nou wordt ie mooi                                                                   | 1977                  | 21-05-1977            | 4               | 7            | als Dik Voormekaar Show / met Ferry de Groot / Nr. 3 in de Nationale Hitparade                   |
| Tingelingeling                                                                          | 1978                  | 14-01-1978            | 6               | 7            | als Dik Voormekaar Show / met Ferry de Groot / Nr. 3 in de Nationale Hitparade                   |
| A woman in love                                                                         | 1978                  | 03-06-1978            | 10              | 6            | Nr. 15 in de Nationale Hitparade                                                                 |
| 'k Heb hele grote bloemkoole                                                            | 1979                  | 27-01-1979            | 4               | 8            | als meneer de Bok / Nr. 1(1x) in de Nationale Hitparade                                          |
| Geef mij maar een neut / Ome Joop, ik moet plassen                                      | 1979                  | -                     | -               | -            |                                                                                                  |
| Nederland, die heeft de bal / We gaan naar Rome toe                                     | 1980                  | 19-01-1980            | 2               | 8            | met het Nederlands Elftal / Nr. 1(4x) in de Nationale Hitparade / Alarmschijf                    |
| Willy Alberti bedankt                                                                   | 1980                  | 29-03-1980            | 7               | 6            | Nr. 4 in de Nationale Hitparade                                                                  |
| Er staat een paard in de gang / Flip Fluitketel                                         | 1981                  | 24-01-1981            | 6               | 8            | Nr. 2 in de Nationale Hitparade                                                                  |
| Me Kammetje / Ik heb 'm nog wel                                                         | 1981                  | 13-06-1981            | 18              | 7            | als Jut & Jul / Nr. 5 in de Nationale Hitparade                                                  |
| Joep Meloen / Ik wil met jou wel zeven weken                                            | 1982                  | 09-01-1982            | 11              | 7            | als Joep Meloen / Nr. 4 in de Nationale Hitparade                                                |
| Als je huilt / Bim bam                                                                  | 1982                  | 07-08-1982            | 1(4wk)          | 10           | Nr. 1(5x) in de Nationale Hitparade / Goud                                                       |
| Gatzdeladigee / Waar is de steek van de keizer                                          | 1983                  | 08-01-1983            | 11              | 7            | Nr. 9 in de Nationale Hitparade                                                                  |
| Zandzakken voor de deur                                                                 | 1983                  | 22-01-1983            | 24              | 5            | als Ome Joop / Nr. 19 in de Nationale Hitparade                                                  |
| Als de zon schijnt                                                                      | 1983                  | 11-06-1983            | 26              | 5            | Nr. 25 in de Nationale Hitparade                                                                 |
| De heidezangers / De konsnertzangeres                                                   | 1983                  | 10-09-1983            | 2               | 8            | Nr. 2 in de Nationale Hitparade                                                                  |
| Wij                                                                                     | 1983                  | -                     | -               | -            |                                                                                                  |
| Wij zijn de vuilnisman / Hallo hallee                                                   | 1984                  | 14-01-1984            | 8               | 6            | Nr. 2 in de Nationale Hitparade / Alarmschijf                                                    |
| Want het is zomer                                                                       | 1984                  | 30-06-1984            | tip5            | -            | Nr. 34 in de Nationale Hitparade                                                                 |
| Een echte vriend                                                                        | 1984                  | 24-11-1984            | -               | -            | Geen hitnoteringen                                                                               |
| Mijn opoe heeft een zadel op d'r rug                                                    | 1985                  | 26-01-1985            | 29              | 5            | Nr. 17 in de Nationale Hitparade                                                                 |
| Een boutje en een moertje en een schroefje en een nippeltje / Daar ben ik niet blij mee | 1985                  | 31-08-1985            | 11              | 8            | als Simon Naaigaren / Nr. 5 in de Nationale Hitparade                                            |
| Barbecue / Voor de kat's viool                                                          | 1986                  | 12-07-1986            | 27              | 4            | Nr. 22 in de Nationale Hitparade                                                                 |
| Eskimo                                                                                  | 1987                  | 03-01-1987            | tip2            | -            | als De Zangeres Zonder Raam / Nr. 31 in de Nationale Hitparade                                   |
| 'n Biljartje                                                                            | 1987                  | -                     | -               | -            | Met Frans van Dusschoten                                                                         |
| De rol van de behanger / Lied voor vrijgezellen (Ode aan de vrouwen)                    | 1987                  | 07-02-1987            | 34              | 3            | Nr. 29 in de Nationale Hitparade                                                                 |
| Bingo / Limericks                                                                       | 1987                  | 27-06-1987            | 25              | 3            | Nr. 18 in de Nationale Hitparade                                                                 |
| Duudeljoo                                                                               | 1987                  | 15-08-1987            | 18              | 6            | als De Duinstappers / Nr. 14 in de Nationale Hitparade                                           |
| Foto-albums                                                                             | 1987                  | -                     |                 |              |                                                                                                  |
| Vrienden blijven doen we altijd                                                         | 1988                  | 22-10-1988            | tip5            | -            | met Willeke Alberti / Nr. 37 in de Nationale Hitparade                                           |
| Happy Xmas (War is over) / Gelukkig kerstfeest                                          | 1988                  | 10-12-1988            | 35              | 3            | Artiesten voor het Ronald McDonaldhuis / #15 in de Nationale Hitparade                           |
| Mijn naam is Jaap / De groetjes van Ruud                                                | 1989                  | 25-03-1989            | 6               | 8            | als Jaap Aap / Nr. 5 in de Nationale Hitparade                                                   |
| De hotdog                                                                               | 1989                  | 16-09-1989            | 21              | 4            | Nr. 21 in de Nationale Hitparade                                                                 |
| Twiedel twiet                                                                           | 1989                  | 09-12-1989            | tip5            | -            | Nr. 32 in de Nationale Hitparade                                                                 |
| 35 Koeien                                                                               | 1991                  | 19-10-1991            | 5               | 9            | Nr. 4 in de Nationale Hitparade                                                                  |
| Grote voeten                                                                            | 1992                  | 08-02-1992            | 13              | 5            | Nr. 15 in de Nationale Hitparade                                                                 |
| Totdat ik jou zag                                                                       | 1992                  | 19-09-1992            | 23              | 4            | Nr. 21 in de Nationale Hitparade                                                                 |
| Ben je eenzaam vannacht                                                                 | 1993                  | -                     | -               | -            |                                                                                                  |
| Pizza lied (Effe wachte...)                                                             | 1993                  | 04-12-1993            | 1(2wk)          | 12           | Nr. 1 in de Mega Top 50 / Alarmschijf / Platina                                                  |
| Doelpunt! (De officiële voetbal pizza)                                                  | 1994                  | 14-05-1994            | 15              | 8            | met Het Nationale Pizza Elftal / Nr. 6 in de Mega Top 50                                         |
| De housevrouwen house                                                                   | 1994                  | -                     | -               | -            |                                                                                                  |
| Het naaimachine lied                                                                    | 1995                  | 04-02-1995            | 38              | 3            | Nr. 39 in de Mega Top 50                                                                         |
| De buurtsuper (Goedemorgen, goedemiddag)                                                | 1995                  | 02-12-1995            | 3               | 8            | Nr. 3 in de Mega Top 50                                                                          |
| Jas aan, jas uit                                                                        | 1996                  | 30-03-1996            | 34              | 3            | met Klazien uut Zalk / Nr. 27 in de Mega Top 50                                                  |
| Ik weet het niet                                                                        | 1996                  | 23-11-1996            | tip11           | -            | als De Buurtbrothers / Nr. 93 in de Mega Top 100                                                 |
| Ayohee (Zo, ken 'ie wel weer)                                                           | 1997                  | 27-12-1997            | 4               | 10           | als Koos Grandioos / Nr. 6 in de Mega Top 100                                                    |
| 634-5789                                                                                | 1999                  | -                     |                 |              | als Heroes & Friends Of Rock & Roll / met Herman Brood & Jan Rietman / Nr. 84 in de Mega Top 100 |
| Kaars in het donker                                                                     | 1999                  | -                     | -               | -            |                                                                                                  |
| Het museum van onze jaren                                                               | 2000                  | -                     | -               | -            |                                                                                                  |
| Bim bam                                                                                 | 2001                  | -                     |                 |              | Nr. 84 in de Mega Top 100                                                                        |
| Ik word er stapel van!                                                                  | 2001                  | -                     | -               | -            |                                                                                                  |
| Limericks                                                                               | 2002                  | -                     | -               | -            | Dik Voormekaar Crew                                                                              |
| De balletjes van de koningin                                                            | 26-01-2009            | 28-02-2009            | 11              | 3            | Nr. 1(1x) in de Mega Top 50 en Single Top 100                                                    |
| Als de zon schijnt (Zomermix 2009)                                                      | 2009                  | -                     |                 |              | Nr. 44 in de Single Top 100                                                                      |
| Ome Cor heb een drilboor                                                                | 2010                  | 26-01-2010            | tip7            | -            | Nr. 30 in de Single Top 100                                                                      |
| Oranje boven                                                                            | 08-02-2013            | -                     |                 |              | Nr. 40 in de Single Top 100                                                                      |
| Willempie van Oranje                                                                    | 08-02-2013            | -                     |                 |              | Nr. 76 in de Single Top 100                                                                      |
| Voor altijd                                                                             | 20-02-2021            | 27-02-2021            | tip17           |              |                                                                                                  |
| Neem me mee                                                                             | 06-11-2023            |                       |                 |              | Titelsong van de gelijknamige film                                                               |
| Ik was amper 16 jaar                                                                    | 24-10-2024            |                       |                 |              |                                                                                                  |

| Single met hitnotering(en) in de Vlaamse Ultratop 50 | Datum van verschijnen | Datum van binnenkomst | Hoogste positie | Aantal weken | Opmerkingen                                             |
| ---------------------------------------------------- | --------------------- | --------------------- | --------------- | ------------ | ------------------------------------------------------- |
| Het bananenlied                                      | 1972                  | -                     |                 |              | Nr. 27 in de Radio 2 Top 30                             |
| De tamme boerenzoon                                  | 1974                  | -                     |                 |              | Nr. 27 in de Radio 2 Top 30                             |
| Willempie                                            | 1976                  | 07-02-1976            | 4               | 6            | Nr. 4 in de Radio 2 Top 30                              |
| Ta ta ta                                             | 1977                  | 26-02-1977            | 14              | 3            | Nr. 16 in de Radio 2 Top 30                             |
| Tingelingeling                                       | 1978                  | 18-02-1978            | 26              | 1            | als Dik Voormekaar Show / met Ferry de Groot            |
| A woman in love                                      | 1978                  | -                     |                 |              | Nr. 28 in de Radio 2 Top 30                             |
| 'k Heb hele grote bloemkoole                         | 1979                  | 17-02-1979            | 14              | 7            | als meneer de Bok / Nr. 17 in de Radio 2 Top 30         |
| Nederland die heeft de bal                           | 1980                  | 16-02-1980            | 19              | 4            | met het Nederlands elftal / Nr. 28 in de Radio 2 Top 30 |
| Er staat een paard in de gang / Flip Fluitketel      | 1981                  | 21-02-1981            | 18              | 5            | Nr. 26 in de Radio 2 Top 30                             |
| Als je huilt / Bim bam                               | 1982                  | 28-08-1982            | 5               | 8            | Nr. 6 in de Radio 2 Top 30                              |
| Als de zon schijnt                                   | 1983                  | 09-07-1983            | 37              | 2            | Nr. 29 in de Radio 2 Top 30                             |
| De heidezangers / De konsnertzangeres                | 1983                  | 01-10-1983            | 21              | 4            | Nr. 26 in de Radio 2 Top 30                             |
| Wij zijn de vuilnisman                               | 1984                  | 04-02-1984            | 34              | 1            |                                                         |
| Als de zon schijnt (nieuwe versie)                   | 2017                  | 26-08-2017            | tip             | -            | met Van Huys Uit                                        |

#### Persiflages
Hieronder een (onvolledig) overzicht van de vele hitpersiflages die Van Duin in de loop van de jaren gemaakt heeft:
| Hitpersiflages | Hitpersiflages                                              | Hitpersiflages                                                           | Hitpersiflages |
| jaar           | titel                                                       | persiflage op                                                            | opmerkingen |
| -------------- | ----------------------------------------------------------- | ------------------------------------------------------------------------ | --- |
| 1965           | Stoele Stoele                                               | Wooly bully (Sam the Sham & the Pharaohs)                                | Van Duins tweede single |
| 1972           | Angelique                                                   | The Swiss maid (Roger Miller en Del Shannon)                             | |
| 1972           | Wonderkind                                                  | Furthermore (Ray Stevens)                                                | |
| 1972           | De zenuwpees                                                | I'm nervous (Willie Dixon)                                               | |
| 1972           | Het Bananenlied                                             | Banana Boat Song (Harry Belafonte)                                       | Van Duin zong al de 'Calypso Song' op deze melodie in 1969 in zijn eerste programma Een avondje teevee met André.                                                                                                 |
| 1974           | De tamme boerenzoon                                         | De wilde boerndochtere (Ivan Heylen)                                     | Afkomstig van het gelijknamige album. Hierop stonden nog meer persiflages, zoals In de C-klasse door Vader Abraham                                                                                                |
| 1975           | Doorgaan                                                    | We zullen doorgaan (Ramses Shaffy)                                       | De uitdrukking doorgaan tot het gaatje is hiervan afkomstig. |
| 1976           | File                                                        | Feelings (Morris Albert)                                                 | Het oer-origineel is eigenlijk Pour Toi van Dario Moreno maar Van Duin baseerde zich op de Engelstalige versie.                                                                                                   |
| 1976           | Toen wij uit Rotterdam vertrokken                           | Ketelbinkie (Frans van Schaik)                                           | Het origineel begint met de woorden Toen wij van Rotterdam vertrokken. |
| 1978           | A woman in love                                             | A woman in love (Marlon Brando & Jean Simmons)                           | |
| 1980           | Willy Alberti bedankt                                       | Juliana, bedankt (Willy Alberti)                                         | Het nummer van Willy Alberti was een ode aan koningin Juliana. De persiflage is een typisch antwoordlied, waarin Van Duin als Prins Bernhard op Alberti reageert.                                                 |
| 1982           | Als je huilt                                                | Cry (Johnnie Ray)                                                        | |
| 1982           | Bim bam                                                     | Les trois cloches (Édith Piaf, Jean Villard / arr. Marc Herrant)         | |
| 1983           | De heidezangers                                             | I get so lonely when I think about you (Oh baby mine) (The Four Knights) | |
| 1985           | Een boutje en een moertje en een schroefje en een nippeltje | The lion sleeps tonight (The Tokens)                                     | Voor de volledigheid: The lion sleeps tonight is op zijn beurt gebaseerd op het Zoeloe-lied Mbube, geschreven door Solomon Linda. Ook de groep Tight Fit had in de jaren tachtig een eigen versie van dit nummer. |
| 1987           | Eskimo                                                      | Mexico (o.a. Zangeres Zonder Naam)                                       | Onder de titel Mexico is dit lied door vele artiesten in vele talen vertolkt. |
| 1987           | Bingo                                                       | Ringo (Lorne Greene)                                                     | |
| 1989           | Mijn naam is Jaap                                           | Mijn naam is haas (Lowland Trio)                                         | Het Lowland Trio maakte dit lied in Nederland populair. Het origineel is eigenlijk Mein Name ist Hase van Chris Roberts.                                                                                          |
| 1989           | De hotdog                                                   | Bird Dog (The Everly Brothers)                                           | |
| 1989           | Twiedel twiet                                               | Tweedle Dee (LaVern Baker)                                               | |
| 1991           | 35 Koeien                                                   | Siebentausend Rinder (Peter Hinnen)                                      | |
| 1992           | Grote voeten                                                | Love and Marriage (Frank Sinatra)                                        | |
| 1992           | Totdat ik jou zag                                           | Till I kissed you (The Everly Brothers)                                  | |
| 1992           | Het Voetbalstadion                                          | Catootje (Wim Sonneveld)                                                 | |

### NPO Radio 2 Top 2000
| Nummers met noteringen in de NPO Radio 2 Top 2000 | '99  | '00 | '01 | '02  | '03  | '04  | '05  | '06  | '07  | '08  | '09-'20 | '21  | '22  | '23  | '24  |
| ------------------------------------------------- | ---- | --- | --- | ---- | ---- | ---- | ---- | ---- | ---- | ---- | ------- | ---- | ---- | ---- | ---- |
| Als de zon schijnt                                | -    | -   | -   | -    | -    | -    | -    | -    | -    | -    | -       | 1786 | 1857 | 1928 | 1616 |
| Als je huilt                                      | -    | 690 | -   | 1225 | 1938 | 1572 | -    | -    | -    | -    | -       | -    | -    | -    | -    |
| Bim bam                                           | -    | -   | -   | -    | -    | -    | 1360 | 1535 | 1324 | 1791 | -       | -    | -    | -    | -    |
| De tamme boerenzoon                               | -    | -   | -   | -    | -    | 1661 | -    | -    | -    | -    | -       | -    | -    | -    | -    |
| Doorgaan                                          | -    | -   | -   | -    | -    | 1586 | -    | -    | -    | -    | -       | -    | -    | -    | -    |
| Willempie                                         | 1015 | -   | -   | 1776 | -    | 1579 | -    | -    | 1833 | -    | -       | -    | -    | -    | -    |

1. ↑  Een '-' betekent dat het nummer niet was genoteerd en een vetgedrukt getal geeft de hoogste notering van een nummer aan.

### Dvd's
| Dvd's met hitnoteringen in de Nederlandse Music Top 30 | Datum van verschijnen | Datum van binnenkomst | Hoogste positie | Aantal weken | Opmerkingen |
| ------------------------------------------------------ | --------------------- | --------------------- | --------------- | ------------ | ----------- |
| André van Duin's tele-archief 1                        | 1999                  | 06-11-1999            | 1(3wk)          | 8            |             |
| André van Duin's tele-archief 2                        | 1999                  | 06-11-1999            | 2               | 5            |             |
| André van Duin's tele-archief 3                        | 1999                  | 06-11-1999            | 3               | 3            |             |

### Bestseller 60
| Boeken met noteringen in de Nederlandse Bestseller 60 | Jaar van verschijnen | Datum van binnenkomst | Hoogste positie | Aantal weken | Opmerkingen |
| ----------------------------------------------------- | -------------------- | --------------------- | --------------- | ------------ | ----------- |
| Alles over André                                      | 2024                 | 01-05-2024            | 3               | 3            |             |

- Gemeinsame Normdatei: 132892057
- International Standard Name Identifier: 0000 0003 9597 132X
- Library of Congress Control Number: nb2017013330
- MusicBrainz: d525b8e6-4d76-44d0-ab2a-b049f22116ff
- Nederlandse Thesaurus van Auteursnamen: 070688389
- Virtual International Authority File: 60255267